# شعور (الضالع)
شعور هي إحدى قرى الجمهورية اليمنية. تتبع جغرافيا لمحافظة الضالع و إداريًا لمديرية قعطبة. عزلة بلاد اليوبي 'يبلغ تعداد سكانها 1964 نسمة حسب الإحصاء الذي أجري عام 2004. وبلغ عدد سكانها عام 2022 / نسمة 3400 تتبع منطقة شعور ست قرى وهي شكع والقرعاء ودشال وحبيل عزفات وركيزة وحبيل السماعي كما يوجد بها عدة وديان قات من اهما (وادي بني زريق ووادي الجعدي ووادي بني عُباد وقاع عزفات وقاع اللوح ) وهناك اوديه أخرى لزراعة المحاصيل الزراعية من اكبرها وادي دشال الذي يعتبر من اكبر الوديان لزاعة الذرة الحمراء والبيضاء